# Йозеф Главка
Йо́зеф Гла́вка (чеськ. Josef Hlávka; 15 лютого 1831, Пржештице, Богемське королівство, нині Плзенський край, Чехія — 11 березня 1908, Прага, Австро-Угорщина) — австро-угорський або чеський архітектор, найбільший чеський меценат, засновник Фундації Главки, засновник, меценат і перший президент Чеської Академії наук і мистецтв.
Йозеф Главка розробив креслення понад 150 будівель у Відні, Празі та інших містах. Найкращим його витвором в Україні вважається ансамбль резиденції Буковинських митрополитів у Чернівцях, проект якого Главка створив у віці 29 років.

## З життя та творчості
Йозеф Главка навчався у Вищій технічній школі в Празі, потому вивчав архітектуру в Академії мистецтв у Відні.
Невдовзі після того, як Главка завершив свої студії, чеський архітектор Франтішек Шебек (чеськ. František Šebek) пішов у відставку і залишив йому свою щойно засновану архітектурну компанію (бюро) у Відні.

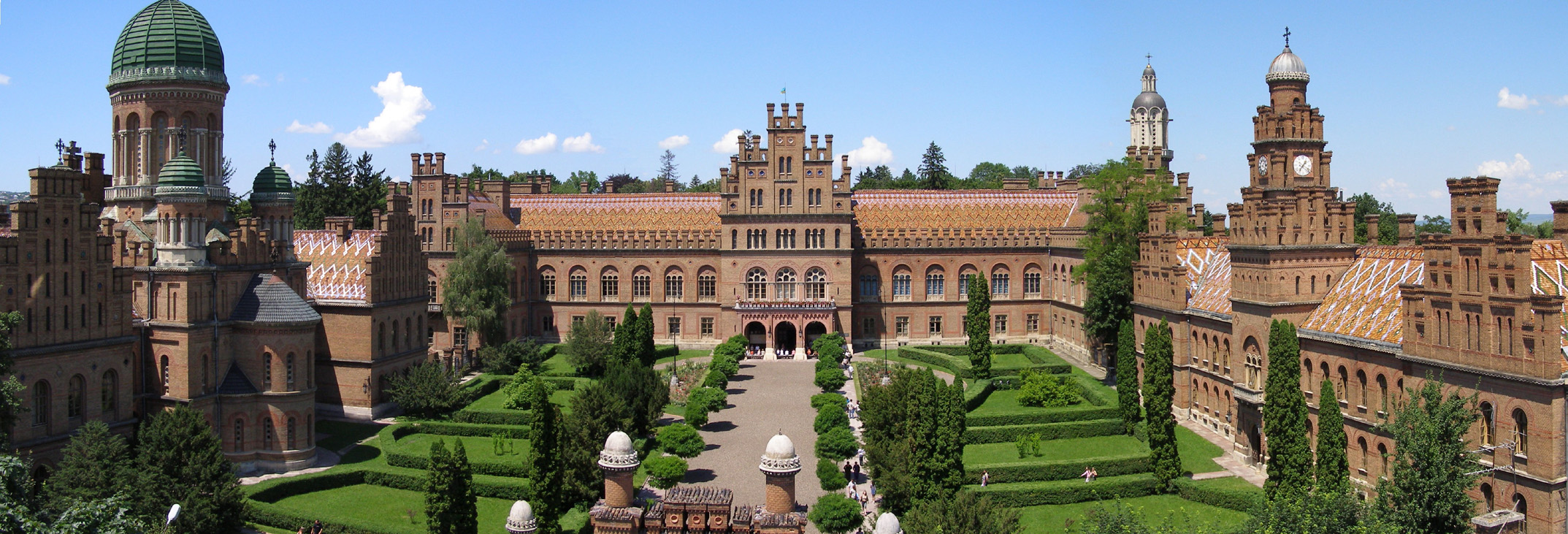
Шедевр Главки — Митрополича резиденція, Чернівці

Згодом Главка та його бюро здійснили будівництво низки значних архітектурних проектів, зокрема будівлі Віденської опери, обласної родильної лікарні в Празі та архітектурного комплексу Резиденції Буковинських митрополитів у Чернівцях (тепер корпуси Чернівецького національного університету імені Юрія Федьковича).
Останній по праву вважається архітектурним шедевром і найвищим досягнення Главки. Будівничий багато їздив Буковиною, знайомився з побутом, традиціями, ремеслами, краєвидами, втіливши побачене у створеному проекті. Він особисто керував певний час будівельними роботами.
Йозеф Главка був засновником, меценатом і першим президентом (1892—1908) Чеської Академії наук і мистецтв. Всіляко допомагав талановитій молоді. Піклуючись про малозабезпечених студентів, виділив власні кошти на спорудження гуртожитку на вулиці Єнштейнська (Jenštejnská). З нагоди його відкриття архітектор говорив:
|  | «Бережіть почуття прекрасного, допомагайте один одному, живіть дружною сім'єю. Майте свою власну думку, але поважайте думки інших. Будьте чесними і великодушними, творцями, а не руйнівниками.» |

Пам'ятник Главці, Чернівці

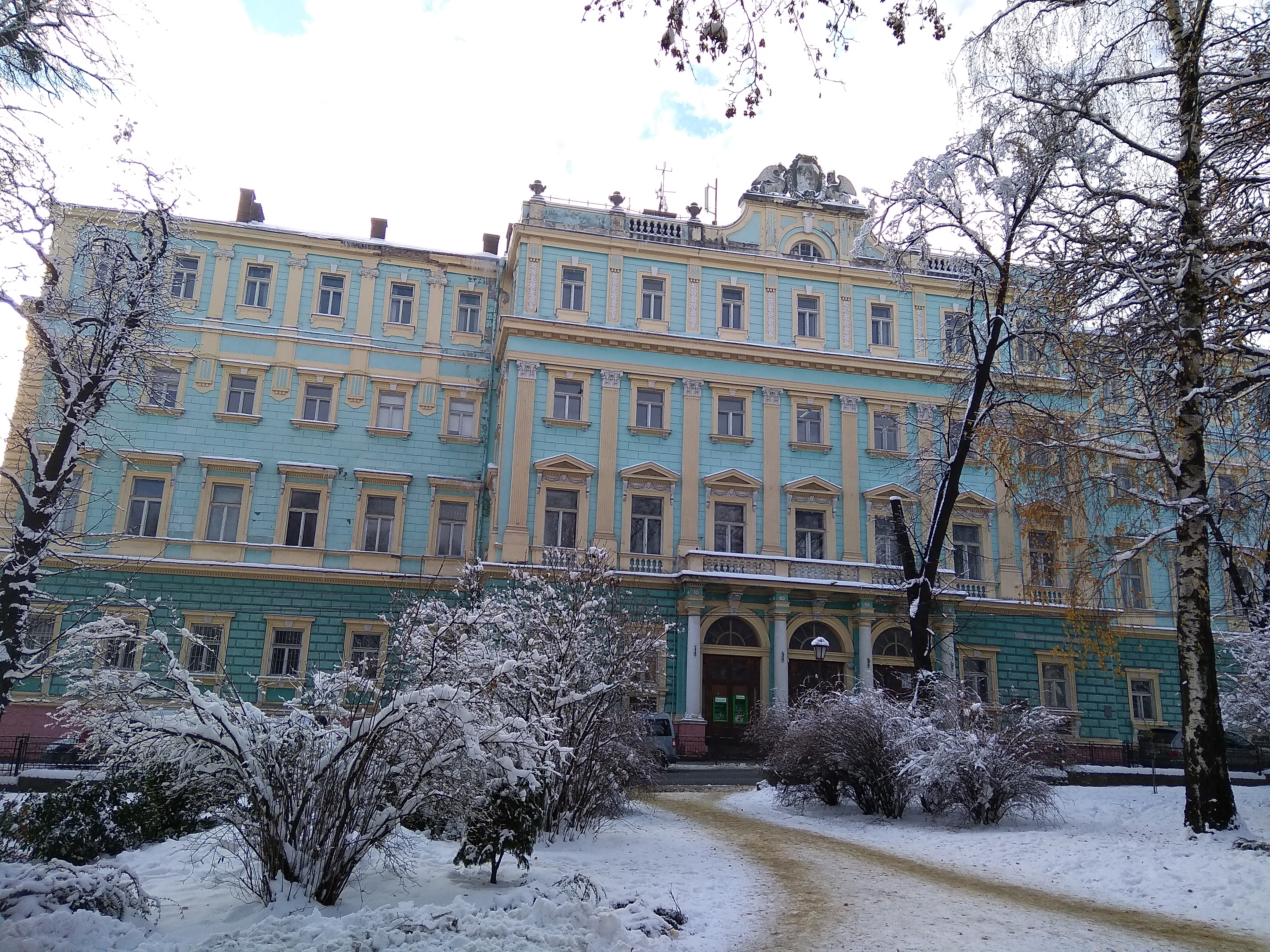
Будинок крайового уряду Буковини (арх. Й. Главка), Чернівці

Коли 1890 року в результаті повені був значно пошкоджений празький Карлів міст, Главка і своїм коштом, і створенням спеціального фонду, допоміг відновленню пам'ятки в її історичному вигляді.
У 1904 році Главка передав усі свої статки Фундації, названій на честь нього та його дружин Nadání Josefa, Marie a Zdenky Hlávkových («Фундація Йозефа, Марії та Зденки Главок»).
Помер митець у селі Лужани під Прагою 11 березня 1908 року в родовому маєтку.
100-і роковини від смерті архітектора — 2008 рік відмічався на міжнародному рівні й був оголошений роком Главки ЮНЕСКО. У Чернівцях Главці встановлено пам'ятник — у парку за Резиденцією Буковинських митрополитів.
На честь діяча названо астероїд 21539 Йозефглавка.

## Вшанування пам'яті
У місті Чернівці вулицю Жуковського перейменували на вулицю Йозефа Главка.

Портрет та погруддя Й. Главки у Блакитній залі Резиденції Буковинських митрополитів (2011)

## Виноски
1. 1 2  (unspecified title) — Academia, Historický ústav AV ČR, 2022. — Т. 25. — С. 658. — 200 с. — ISBN 978-80-200-3385-7, 978-80-7286-397-6
2. ↑  Bibliothèque nationale de France BNF: платформа відкритих даних — 2011.
3. 1 2 3  Wer ist Wer
4. ↑  (unspecified title) — Academia, Historický ústav AV ČR, 2022. — Т. 25. — С. 657. — 200 с. — ISBN 978-80-200-3385-7, 978-80-7286-397-6
5. ↑  SOA Plzeň, Matrika narozených Přeštice 28, s. 180 — Т. Přeštice 28. — С. 180.
6. ↑  так вважають чехи: rakousko-uherský respektive český architekt
7. ↑  Видатний архітектор — Йозеф Главка // Лашкевич М. С., Бойко І. Д. Запрошуємо на екскурсії Чернівцями. Путівник. — Чернівці, 2008. — С. 73—74.
8. ↑  Яцентюк, Олександр (12 листопада 2024). Вулиці, які перейменували у Чернівцях: повний перелік нових назв. Суспільне | Новини (укр.). Процитовано 30 липня 2025.